# Makoto Kobayashi (fisico)
Makoto Kobayashi (小林誠?, Kobayashi Makoto; Nagoya, 7 aprile 1944) è un fisico giapponese, molto conosciuto per il suo lavoro sulla violazione CP.
Il suo articolo "CP Violation in the Renormalizable Theory of Weak Interaction" (1973) scritto in collaborazione con Toshihide Maskawa è il terzo articolo più citato nell'ambito della fisica delle alte energie (dati 2006). Insieme a Toshihide Maskawa, ha generalizzato il lavoro di Cabibbo sul mescolamento dei quark e ha costruito la matrice CKM, lavoro per cui insieme al collega vinse il Premio Nobel per la fisica nel 2008.
L'ansatz della matrice CKM postulò l'esistenza di una terza generazione di quark. L'ipotesi fu confermata sperimentalmente quattro anni dopo, con la scoperta del quark bottom.